# Fédération mondiale de bridge
Pour les articles homonymes, voir FMB.
La Fédération mondiale de bridge ou FMB (en anglais, World Bridge Federation ou WBF) est une fédération d'organismes nationaux et internationaux dédiées au bridge. 

## Historique
Formée en août 1958 par les délégués de l'Europe, États-Unis et Amérique du Sud, elle est constituée en vertu des lois de la Suisse comme une organisation à but non lucratif. Harold Stirling Vanderbilt en a été le premier membre honoraire, en reconnaissance de son travail pour le développement de ce jeu.
Présidents de la Fédération mondiale de bridge :
- 1958-1964  : Robert de Nexon (France)
- 1964-1968  : Charles J. Solomon (États-Unis)
- 1968-1970  : Carl:son Bonde (Suède)
- 1970-1976  : Julius Rosenblum (États-Unis)
- 1976-1986  : Jaime Ortiz-Patiño (Suisse)
- 1986-1991  : Denis Howard (Australie)
- 1991-1992  : Ernesto d'Orsi (Brésil)
- 1992-1994  : Bobby Wolff (États-Unis)
- 1994-2012 : José Damiani (France)
- 2010-2022 : Giannarigo Rona (Italie)
- 2023-2025 : Jan Kamras (Suède)
- 2025- : Franck Riehm (France)

## Organisation
La WBF comprend 123 organisations nationales de Bridge avec environ 700 000 membres affiliés qui participent activement aux compétitions - localement, nationalement et internationalement. La plupart des fédérations nationales appartiennent à l'une des huit zones géographiques, dont chacune a sa propre organisation zonale. 
Chaque organisation nationale de bridge s'engage à répondre à certaines exigences, telles que l'ouverture de ses rangs à tous ses citoyens et résidents et de faire respecter une norme d'éthique acceptable pour la WBF. Chacune d'entre elles est habilitée à envoyer un délégué au Congrès de la WBF qui se réunit tous les deux ans, aux Olympiades et aux Championnats du monde. La WBF est administrée par un conseil exécutif, qui est assisté par les différents comités et les consultants qu'elle désigne.

## Liste des organisations zonales
| Zone | Fédération                                     | Sigle | Siège            | Pays | Licenciés |
| ---- | ---------------------------------------------- | ----- | ---------------- | ---- | --------- |
| 1    | European Bridge League                         | EBL   | Suisse           | 47   | 393164    |
| 2    | American Contract Bridge League (en)           | ACBL  | États-Unis       | 3    | 160912    |
| 3    | Confederacion Sudamericana de Bridge           | CSB   |                  | 10   | 4384      |
| 4    | Bridge Federation of Asia & the Middle East    | BFAME |                  | 13   | 9188      |
| 5    | Central American & Caribbean Bridge Federation | CACBF |                  | 20   | 1384      |
| 6    | Pacific Asia Bridge Federation                 | PABF  |                  | 12   | 71129     |
| 7    | South Pacific Bridge Federation                | SPBF  | Nouvelle-Zélande | 4    | 47286     |
| 8    | African Bridge Federation                      | ABF   | Tunisie          | 14   | 6398      |

## Championnats du monde
Depuis le conseil exécutif de la WBF qui a eu lieu à Shanghai en 2007, la WBF a organisé un nouveau plan pour les Championnats du monde de bridge sur un cycle de quatre ans à compter de 2008 :
| Les années impaires (depuis 2009) | Les années bissextiles | Les années paires, non bissextiles |
| --- | --- | --- |
| Le "World Bridge Team Championship" regroupe quatre types de compétitions : Trois compétitions pour équipes nationales : - Bermuda bowl (championnats Open), - Venice Cup (championnats d'équipes féminines) - Seniors Bowl (championnats des seniors) Une compétition ouverte à toutes les équipes (nationales et transnationales) : - World Transnational Open Teams (WTNOT) | Jeux mondiaux des sports de l'esprit (World Mind Sports Games) (les mêmes années que les Jeux olympiques d'été) Trois catégories : - National Open Teams - National Women Teams - National Youth Teams, Pairs & Individual | Huit catégories : - World Open Knockout Teams (Rosenblum Cup) - World Women Knockout Teams (McConnell Cup) - World Senior Knockout Teams (Rand Cup) - World Mixed Swiss Teams - World Mixed Pairs - World Open Pairs - World Women Pairs - World Senior Pairs (Hiron Trophy) |

Les compétitions transnationales réservées aux joueurs de moins de 26 ans ont commencé en 2008 avec les Jeux mondiaux des sports de l'esprit :
| Les années impaires (depuis 2009)                                                                                      | Les années paires |
| --- | --- |
| Le "World Youth Congress" comporte trois catégories : - World Youth Teams - World Youth Pairs - World Youth Individual | Le "World Youth Team Championships" en comporte deux : - World Juniors Teams (Ortiz-Patiño Trophy) - World Youngsters Teams (Damiani Cup) |

### Référence
1. ↑  dénomination officielle sur le site du CIO
2. ↑    - Liste des différents championnats et événements mondiaux